# 托米斯拉夫·斯泰恩布鲁克纳
托米斯拉夫·斯泰恩布鲁克纳（1966年10月17日—），是一名克罗地亚主教练和退役职业足球运动员，现任马来西亚超级足球联赛球队登嘉楼主教练。

## 教练生涯
退役后的斯泰恩布鲁克纳，开启教练生涯，他出任两次奥西耶克以及NK诺维格勒和短期与NK贝利切的主教练。2014年12月至2015年11月，斯泰恩布鲁克纳担任马来西亚球队T-Team主教练。几个赛季后，他回到克罗地亚执教奥西耶克预备队，并执掌了比耶洛·布尔多，他在2021年12月辞职。2022年12月1日，登嘉楼宣布，斯泰恩布鲁克纳出任主教练。